# Olga Reverbel
Olga Reverbel (São Borja, 1917 - Santa Maria, 1 de dezembro de 2008) foi uma teórica, autora e professora brasileira que dedicou sua vida ao estudo e às práticas da relação entre Teatro e Educação. É considerada pioneira neste campo, tendo publicado extensa bibliografia a respeito. 
Tornou-se professora aos 17 anos, após concluir o magistério. Três anos depois, passou a lecionar a disciplina "teatro e educação" para docentes. Já casada com o jornalista Carlos Reverbel, viajou para a França, onde estudou dramaturgia e literatura na Universidade Paris-Sorbonne, sendo convidada a lecionar nos cursos de Graduação e Pós-graduação.
Dez anos depois, de volta ao Brasil, voltou a trabalhar com formação de professores para a escola primária, pesquisa que resultou na criação do Teatro Infantil Permanente do Instituto de Educação - Tipie e no Clube de Teatro. Posteriormente, tornou-se professora universitária em Porto Alegre (UFRGS).
Com pelo menos 18 livros publicados em vida, sua atuação é destacada por nomes como Paulo Autran e Fernando Peixoto, no que diz respeito a formação de público para o Teatro, e Maria Clara Machado e Maria Lúcia de Souza Barros Pupo como fundamental para o pensamento sobre Teatro e Educação no Brasil. Sua obra foi estudada também por Ingrid Koudela para a elaboração do currículo em Licenciatura em Artes.

## Livros
- Técnicas Dramáticas Aplicadas à Escola (1966)
- Teatro na sala de aula (1978)
- Teatro - uma Síntese Em Atos e Cenas (1987)
- Jogos Teatrais na Escola (1989)
- Um caminho do teatro na escola (1989)
- Vamos alfabetizar com jogos dramáticos?: atividades básicas (1989)
- Oficina de Teatro (1993)
- O Texto no Palco (1993)
- Teatro: Atividades na Escola (1995)
- A Chave Perdida (1995)